# ناتالیا پوموشنیکووا-ورونوا
ناتالیا پوموشنیکووا-ورونوا (روسی: Ната́лья Помо́щникова-Во́ронова؛ زادهٔ ۹ ژوئیهٔ ۱۹۶۵) ورزشکار دو و میدانی اهل اتحاد جماهیر شوروی سوسیالیستی است.